# Rietveld (gemeente)
Rietveld is een voormalige gemeente en heerlijkheid die nu behoort tot de Nederlandse gemeente Woerden, in de provincie Utrecht. Het is gelegen iets ten noorden van Barwoutswaarder, aan de andere zijde van de Oude Rijn van Woerden naar Nieuwerbrug.

## Geschiedenis
Rietveld was een zelfstandige gemeente die van 1817 tot 1964 bestond als afsplitsing van de gemeente Zegveld, toen nog in de provincie Zuid-Holland; in 1964 werd het aan de gemeente Woerden toegevoegd. De gemeente werd ook wel Rietveld en De Bree genoemd.
Voordien was het en is ook thans nog een heerlijkheid die meestal samen werd bezeten met de heerlijkheid Alphen. Deze twee heerlijkheden zijn sinds lang in het bezit van het geslacht De Smeth.

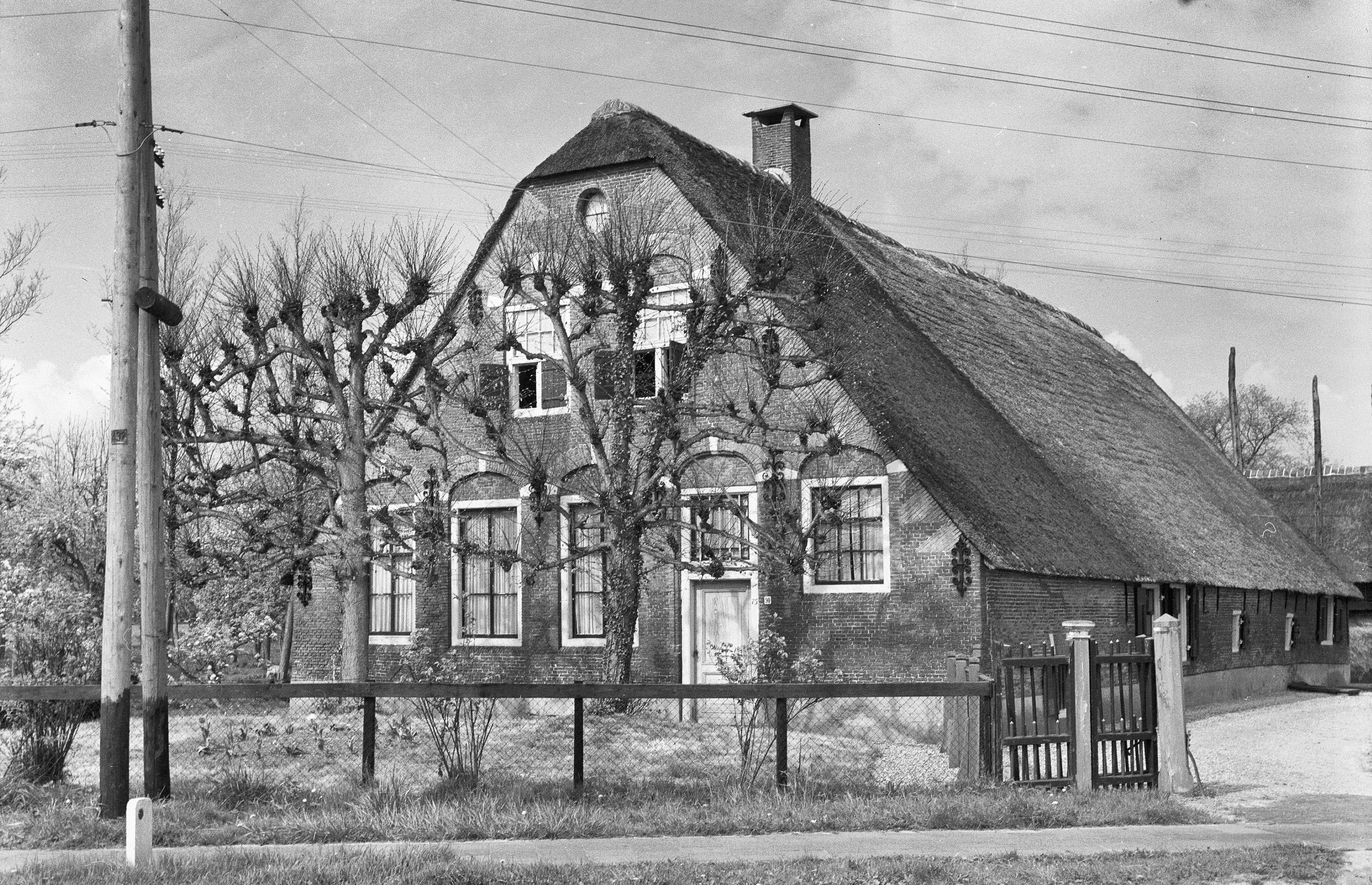
Boerderij

## Geboren
- Adrianus Blom (1824-1856), geëxecuteerde moordenaar